# Олешівська сільська рада (Монастириський район)
Оле́шівська сільська́ ра́да — адміністративно-територіальна одиниця та орган місцевого самоврядування в Монастириському районі Тернопільської області. Адміністративний центр — село Олеша.

## Загальні відомості
Олешівська сільська рада утворена в 1940 році.
- Територія ради: 2,704 км²
- Населення ради: 614 особи (станом на 2001 рік)

## Населені пункти
Сільській раді підпорядковані населені пункти:
- с. Олеша
- с. Савелівка

## Склад ради
Рада складається з 15 депутатів та голови.
- Голова ради: Романів Павло Васильович
- Секретар ради: Ковдрин Орися Степанівна

### Керівний склад попередніх скликань
| Прізвище, ім'я, по батькові | Основні відомості                                                             | Дата обрання | Дата звільнення |
| --------------------------- | ----------------------------------------------------------------------------- | ------------ | --------------- |
| Савка Іван Володимирович    | Сільський голова, 1949 року народження, безпартійний                          | 26.03.2006   | 31.10.2010      |
| Романів Павло Васильович    | Сільський голова, 1963 року народження, освіта середня загальна, безпартійний | 31.10.2010   |                 |

Примітка: таблиця складена за даними сайту Верховної Ради України

### Депутати
За результатами місцевих виборів 2010 року депутатами ради стали:

#### За суб'єктами висування
| Суб'єкт висування | Кількість обраних депутатів | %   |
| ----------------- | --------------------------- | --- |
| Самовисування     | 15                          | 100 |

#### За округами
| № округу | Прізвище, ім'я, по батькові  | Дата визнання обраним | Освіта             | Партійна приналежність | Відомості про обраного депутата                                |
| -------- | ---------------------------- | --------------------- | ------------------ | ---------------------- | -------------------------------------------------------------- |
| 1        | Яцик Володимир Васильович    | 05.11.2010            | середня            | позапартійний          | тимчасово не працює                                            |
| 2        | Бабак Ольга Мирославівна     | 05.11.2010            | середня спеціальна | позапартійна           | Продовольчий магазин с. Олеша, продавець                       |
| 3        | Запотоцький Іван Миколайович | 05.11.2010            | середня спеціальна | позапартійний          | Олешівський сільський клуб, завідувач клубу                    |
| 4        | Ковдрин Орися Степанівна     | 05.11.2010            | вища               | позапартійна           | Олешівська сільська рада, секретар сільської ради              |
| 5        | Куць Іван Григорович         | 05.11.2010            | середня            | позапартійний          | Бучацький цукровий завод, робітник                             |
| 6        | Дунайчик Володимир Іванович  | 05.11.2010            | середня            | позапартійний          | тимчасово не працює                                            |
| 7        | Марущак Валентин Михайлович  | 05.11.2010            | середня            | позапартійний          | ПТУ-34 смт. Коропець, студент Коропець кого ПТУ                |
| 8        | Пастушак Андрій Анатолійович | 05.11.2010            | середня            | позапартійний          | Івано-Франківський коледж, студент Івано-Франківського коледжу |
| 9        | Капелюх Галина Михайлівна    | 05.11.2010            | середня            | позапартійна           | Олешівський сільський клуб, техпрацівник                       |
| 10       | Мельник Марія Ярославівна    | 05.11.2010            | вища               | позапартійна           | пенсіонер                                                      |
| 11       | Кривий Петро Ярославович     | 05.11.2010            | середня            | позапартійний          | ТзОВ"Пролісок", директор                                       |
| 12       | Савків Володимир Орестович   | 05.11.2010            | незакінчена вища   | позапартійний          | тимчасово не працює                                            |
| 13       | Гнаткович Віра Іванівна      | 05.11.2010            | середня спеціальна | позапартійна           | фельдшерсько-акушерський пункт с. Савелівка, фельдшер          |
| 14       | Дзьоба Петро Васильович      | 05.11.2010            | середня            | позапартійний          | тимчасово не працює                                            |
| 15       | Гнитка Надія Петрівна        | 05.11.2010            | середня            | позапартійна           | Відділення зв'язку с. Ковалівка, продавець                     |